# Kennedy Center

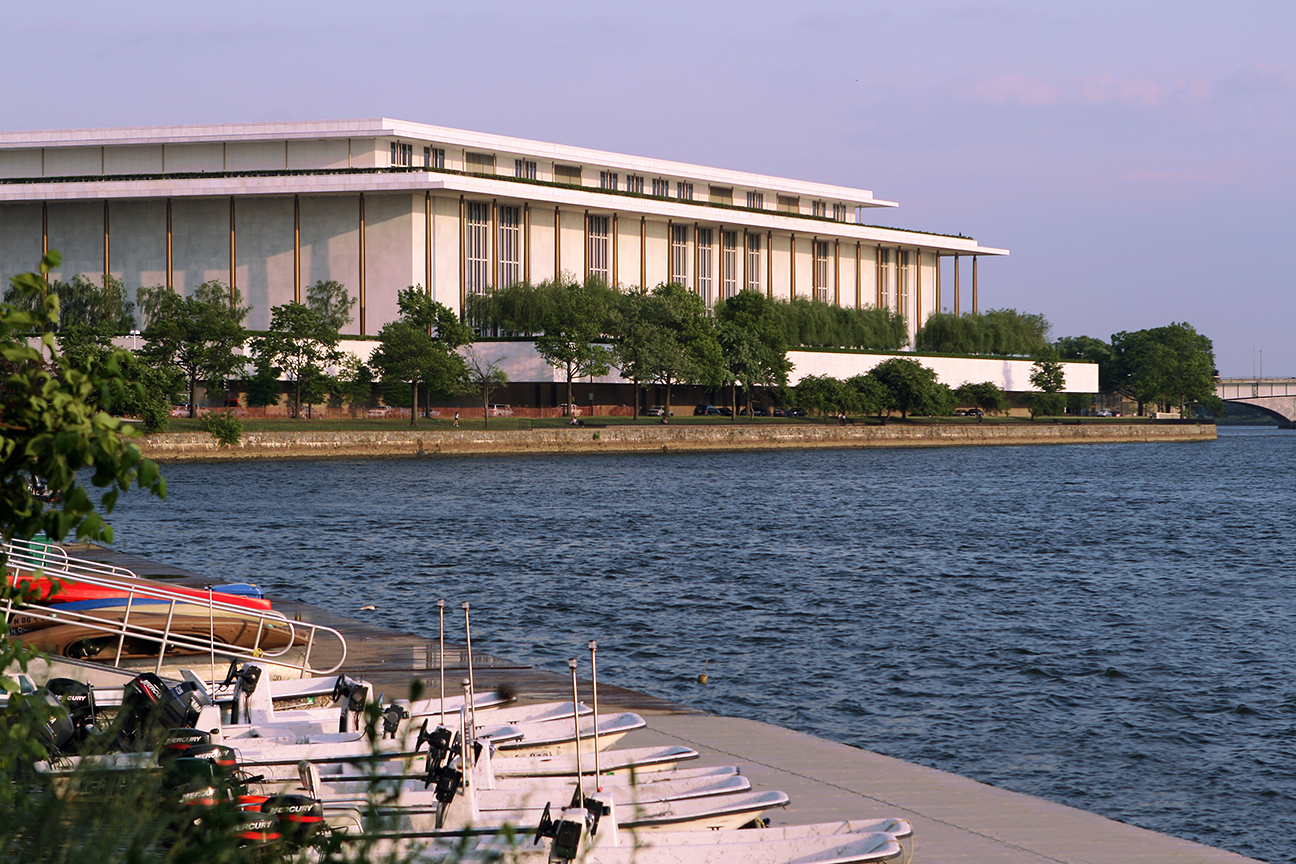
A Kennedy Center (a Potomac folyó felől)

Az alaprajz

A John F. Kennedy Center for the Performing Arts a legnagyobb kulturális központ Washingtonban. 1971-ben nyitották meg, és posztumusz John F. Kennedyről, az Egyesült Államok 35. elnökéről kapta nevét. A Potomac folyó partján helyezkedik el.

## Története
Az 1930-as évek óta az Egyesült Államokban erőfeszítéseket tettek egy Nemzeti Kulturális Központ létrehozására Washingtonban. Ezek a tervek csak 1950-ben váltak konkrétabbakká Arthur George Klein amerikai képviselőházi tag kezdeményezésére, majd 1958-ban Eisenhower amerikai elnök aláírta a Nemzeti Kulturális Központról szóló törvényt, amely szövetségi szinten biztosította a projekt finanszírozását. Edward Durell Stone-t 1959-ben kérték fel építésznek, akinek a terve megvalósítása végül a becslések szerint 61 millió amerikai dollárba került volna. 1961-es amerikai elnökké választása után John F. Kennedy vette át a projekt irányítását, aki feleségét Jacqueline-t és Eisenhower volt amerikai elnök feleségét, Mamie-t nevezte ki a kuratórium tiszteletbeli elnökeivé.
Az építési költségek végül 70 millió amerikai dollárt tettek ki, amelyből a Kongresszus 43 milliót közpénzből különített el. A projekthez milliós nagyságrendű adományok érkeztek ismert amerikai cégektől és a Kennedy családtól (kb. félmillió dollár). Külföldről is érkeztek természetbeni adományok, például az olasz kormánytól carrarai márvány formájában. Miután John F. Kennedyt 1963 novemberében meggyilkolták, a Nemzeti Kulturális Központ projektjét az ő tiszteletére Kennedy Előadóművészeti Központnak nevezték el. Az alapkőletételi ceremóniát Kennedy utódja, Lyndon B. Johnson hajtotta végre 1964. december 2-án. Építését csak 1967-ben kezdték meg, miután a telket a Foggy Bottom (Ködfenék) negyedben több éven át ki kellett takarítani. A megnyitóra 1971. szeptember 8-án került sor Leonard Bernsteinnek a néhai Kennedy elnök tiszteletére előadott miséjének világpremierjével.

## Épületegyüttese
Az épületkomplexumban 2465 fős koncertterem (a Nemzeti Szimfonikus Zenekar otthona), a 2362 ülőhelyes Operaház (a Washingtoni Nemzeti Opera otthona) és az 1100 személyes Eisenhower Színház található. Vannak más, kisebb színháztermek is, amelyek mindegyike 320–475 ülőhellyel rendelkezik (Terrace Theatre, Theater Lab, Family Theatre) és egy jazzklub 160 hellyel. Az előcsarnokban látható Kennedy elnök mellszobra, amelyet Robert Berks (1922–2011) amerikai szobrász készített. Az Államok Csarnokában az amerikai államok zászlai függenek; a Nemzetek Csarnokában a világ azon nemzetekéi, amelyekkel az Egyesült Államok diplomáciai kapcsolatban áll. A legfelső emeleten számos étterem található, ahonnan a tetőteraszok is, nem csak a színházlátogatók számára, elérhetőek. A külterületen Jürgen Weber (1928–2007) szobrászművész két bronz domborműve is látható – mindkettő a Német Szövetségi Köztársaság ajándéka a Kennedy Center 1971-es megnyitása alkalmából – a főbejárattal szemben: az Államok Hallja előtt az 1968-ban készített bronz dombormű, Amerika címmel; A Háború és béke szobor a Nemzetek Csarnokának bejárata mellett.

## A Kennedy Center-kitüntetés
1978 óta a Kennedy Center-kitüntetést minden év decemberében a kiválasztott előadóművészeknek ítélik oda, az amerikai kultúrához életük során nyújtott hozzájárulásukért. A hétvégéig tartó ünnepségen ünnepi ebéd van a Kennedy Centerben, fogadást és vacsorát adnak az Egyesült Államok Külügyminisztériumában, az Egyesült Államok elnöke átadja a szalagérmeket a Fehér Házban, valamint esti gálaműsor zajlik a Kennedy Center Operaházában.
A Kennedy Center Nemzetközi Művészeti Bizottsága 2019-ben aranyéremmel tüntette ki Christoph Waltz színművészt, Franz Welser-Möst karmestert, Rabl-Stadler Helga fesztiválelnököt és Eröd Iván zeneszerzőt. Korábban kapott kitüntetést Jeremy Irons színész, Pedro Almodóvar filmrendező, Plácido Domingo operaénekes és Quincy Jones zenész.

## Mark Twain-díj az amerikai humorért
1998 óta a Kennedy Center évente odaítéli a Mark Twain-díjat egy olyan nyertesnek, aki kiemelkedően hozzájárult az amerikai humorhoz.

## Fordítás
- Ez a szócikk részben vagy egészben  a   John F. Kennedy Center for the Performing Arts című német Wikipédia-szócikk ezen változatának fordításán alapul.  Az eredeti cikk szerkesztőit annak laptörténete sorolja fel. Ez a jelzés csupán a megfogalmazás eredetét és a szerzői jogokat jelzi, nem szolgál a cikkben szereplő információk forrásmegjelöléseként.